# 요네다 히로미
요네다 히로미(일본어: 米田 博美, 2004년 10월 2일 ~ )는 일본의 여자 축구 선수이다.

## 구단 경력
2021년 나데시코 리그의 세레소 오사카에 입단하였다. 2023년 WE리그로 승격하였다.

## 국가대표팀 경력
그녀는 2024년 FIFA U-20 여자 월드컵에 참가할 일본 U-20 국가대표팀에 발탁되었으며, 5경기에 출전, 1득점을 기록했으며 준우승에 기여했다.